# Wilkins' gors
Wilkins' gors (Nesospiza wilkinsi) is een zangvogel uit de familie Thraupidae (tangaren). Het is een bedreigde, endemische vogelsoort op het onbewoonde eiland Nightingale in de archipel van Tristan da Cunha in de zuidelijke Atlantische Oceaan. Net als de darwinvinken van de Galapagoseilanden vormt deze vogelsoort een interessant voorbeeld van soortvorming op eilanden (adaptieve radiatie).

## Kenmerken
De vogel is  20 tot 22 cm lang. De vogel is olijfkleurig groen, met een geelachtige wenkbrauwstreep en ook met geel op de keel en borst. De vogel lijkt sterk op de nauw verwante nightingalegors, maar is veel groter en donkerder van kleur met meer streping en heeft een opvallend dikke, bijna twee keer zo grote snavel.

## Verspreiding en leefgebied
Deze soort komt voor op het eiland Nightingale. Volwassen vogels broeden in gedeelten van het eiland, die begroeid zijn met de struiken van
Phylica arborea (wegedoornfamilie). Volwassen vogels buiten het broedseizoen en jonge vogels foerageren overal op het eiland, ook tussen slijkgraspollen.

## Status
Wilkins' gors heeft een uiterst beperkt verspreidingsgebied en daardoor is de kans op uitsterven aanwezig. De grootte van de populatie werd in 2016 door BirdLife International geschat op ongeveer 100 broedparen. Het leefgebied kan voortdurend worden aangetast door de introductie van invasieve dier- en plantensoorten, nu steeds meer mensen over motorboten beschikken, waarmee ze de eilanden kunnen bereiken. Om deze redenen staat deze soort als bedreigd op de Rode Lijst van de IUCN.